# Джон Лоутън (музикант)
Вижте пояснителната страница за други личности с името Джон Лоутън.
Джон Купър Лоутън (на английски: John Lawton) е английски музикант, рокендрол и блус вокалист. Телевизионен водещ в съвместния филм на телевизия СКАТ и община Бургас – „Джон Лоутън представя...“.

## Биография
Джон Лоутън е роден на 11 юли 1946 година в град Халифакс, Англия. Започва музикалната си кариера в Норд Шийлдс в началото на 60-те години на XX век с групата The Deans, които решават, че Джон трябва да е певецът. След това отива в групата West One, а по-късно в Stonewall, в която участват Джон Майлс, Вик Малкълм (по-късно член на Geordie), и Пол Томпсън (по-късно член на Roxy Music).
През 1969 година се премества в Западна Германия, където му предлагат работа като певец в култовата германска рок група Lucifer's Friend, с която записва 9 студийни албума. През 1976 година се присъединява към групата „Юрая Хийп“, с които записва албумите Innocent Victim, Firefly, Fallen Angel и Live '79 и в продължение на 4 години изнасят концерти в Европа и САЩ.
През дългата си кариера Джон работи с някои от най-големите имена на рока, включително с Роджър Гловър – Butterfly Ball на живо в Роял Албърт Хол, през 1975 година с Дейвид Ковърдейл, Глен Хюз, Иън Гилън и Туиги.
Джон сформира GunHill, преименувана през 1994 година на JLB – John Lawton Band, с която прави турнета във Великобритания и Европа.
През май 2006 година Джон и холандският китарист Жан Дюме (преди това от Focus) създават OTR (On The Rocks), в която участват бразилските музиканти Ней Консейсао – бас, Шанде Фигейредо – барабани, Марвио Сирибели – клавир. Новият им албум Mamonama излиза през октомври 2008 година.
Джон Лоутън е популярен в България като изпълнител на парчето July Morning. От 2004 година ежегодно изпълнява песента на концертите в Каварна – Калиакра Рок Фест, които се състоят на зазоряване на 1 юли. Често участва и в други концерти в страната.
В края на 2008 година става водещ в съвместния филм на телевизия СКАТ и Община Бургас – „Джон Лоутън представя...“, в който разказва за миналото на Бургас и други градове – околности, традиции и обичаи. Продуцент е Валери Симеонов, а режисьор – Мартина Чачевска. Също така през 2011 взема участие в популярния български филм, продукция на Нова телевизия, Love.net, като освен участието си допринася и с песента Tonight, която е включена в саундтрака към филма.
През януари 2012 година записва албум с „Диана Експрес“.
Джон Лоутън почива неочаквано на 29 юни 2021 година на 74-годишна възраст.
На 19 март 2022 година прахът му е разпръснат на Камен бряг. На 1 юли 2022 година е открит паметник на музиканта в местността „Огънчето“ на Камен бряг, където в продължение на години той изпълнява емблематичната песен July morning при ритуалното посрещане на първото юлско утро.

## Дискография

### Asterix
(преди Lucifer's Friend)
- Asterix – 1970

### Lucifer's Friend
- Lucifer's Friend – 1970
- Where the Groupies Killed the Blues – 1972
- I'm Just a Rock & Roll Singer – 1973
- Banquet – 1974
- Mind Exploding – 1975
- Mean Machine – 1981
- Sumo Grip – 1994

### Les Humphries Singers
- We Are Goin' Down Jordan – 1971
- Singing Detonation – 1971
- Old Man Moses – 1971
- Mexico – 1972
- Sound '73 – 1973
- Mama Loo (La Onu Cantante) – 1973
- Live in Europe – 1973
- Carnival – 1973
- Sound '73/II – 1973
- The World Of – 1973
- Kansas City – 1974
- Sound '74 – 1974
- One of These Days – 1974
- Rock 'n Roll Party – 1974
- Amazing Grace & Gospeltrain – 1975
- Party on the Rocks – 1975

### Uriah Heep
- Firefly – 1977
- Innocent Victim – 1977
- Fallen Angel – 1978
- Live in Europe 79 – (записан 1979, издаден 1986)
- The Magician's Birthday Party – (На живо – записан 2001, издаден 2002)

### Соло албуми
- Heartbeat – 1980
- Still Paying My Dues to the Blues – 2000

### Rebel
- Stargazer – 1982

### Zar
- Live Your Life Forever – 1990

### Gunhill
- One Over the Eight – 1995
- Night Heat – 1997
- Live in Germany '99 – 1999

### With the Hensley Lawton Band
- The Return – 2000

### Lawton Dunning Project
- Steppin' It Up – 2002
- One More Night (на живо) – 2002

### John Lawton Band
- Sting in the Tale – 2003
- Shakin' the Tale (на живо) – 2004

### OTR – On The Rocks
- Mamonama – 2008

### Диана експрес иIntelligent Music Project
- Силата на мисълта – 2011, 2012 – The Power of Mind